# Ричардс, Кайл
Кайл И́ган Ри́чардс-Ума́нски (англ.  Kyle Egan Richards Umansky; род. 11 января 1969, Голливуд, Калифорния, США) — американская актриса, мемуарист и меценат. Она появилась более чем в сорока фильмах и телешоу, включая «Маленький домик в прериях» и «Скорую помощь». С 2010 года является участницей реалити-шоу «Настоящие домохозяйки Беверли-Хиллз». Самая известная роль — Линдси в фильма ужасов «Хэллоуин» 1978 года, а также в продолжениях, снятых режиссёром Дэвидом Гордоном Грином, под названием «Хэллоуин убивает» и «Хэллоуин заканчивается».

## Ранние годы
Кайл Иган Ричардс родилась в Голливуде (штат Калифорния, в семье Кеннета Э. Ричардса (1935—1998) и Шэрон Кэтлин Дуган (1938—2002), которые расстались в 1972 году. У Кайл есть старшая сестра — Ким Ричардс (род. 1964), актриса. Также у Ричардс есть старшая сводная сестра от первого брака её матери с Лоренсом Аванцино (1935—1997) — Кэти Хилтон (род. 1959), также актрисы. Бизнесвумен Пэрис Хилтон (род. 1981) и Ники Хилтон (род. 1983) — её племянницы, дочери её старшей сводной сестры Кэти.

## Личная жизнь
В 1980-е годы Кайл страдала от расстройства пищевого поведения и в то время её вес достигал 44 кг.
В 1988—1992 годы Кайл была замужем за Гурэшем Олдджуфри, от которого у неё есть дочь — Фарра Олдджуфри (род. 31.10.1988).
С 20 января 1996 года Кайл замужем во второй раз за бизнесменом Маурисио Умански, от которого у неё три дочери: Алексия Умански (род. 18.06.1996), София Умански (род. 18.01.2000) и Порша Умански (род. 01.03.2008).